# Direttiva Ecodesign

Bandiera dell'Unione europea

La Direttiva Ecodesign o Direttiva sulla progettazione ecocompatibile indica informalmente direttive dell'Unione europea che riguardano l'elaborazione di specifiche per la progettazione ecocompatibile dei prodotti che consumano energia.
Tale direttiva fa propri i concetti chiamati di "ecodesign", per la realizzazione di prodotti eco compatibili. Coinvolge tutti gli aspetti del progetto e, per le categorie di cui è stata approvata la direttiva specifica e la norma tecnica applicativa, è obbligatoria per poter apporre il marchio CE (norma cogente).
È una direttiva quadro. Ha quindi bisogno di norme applicative che interessano solo alcune categorie di prodotto.

## Storia
La Direttiva 2005/32/CE (titolo completo: Direttiva 2005/32/CE del Parlamento Europeo e del Consiglio, del 6 luglio 2005, relativa all'istituzione di un quadro per l'elaborazione di specifiche per la progettazione ecocompatibile dei prodotti che consumano energia e recante modifica della direttiva 92/42/CEE del Consiglio e delle direttive 96/57/CE e 2000/55/CE del Parlamento europeo e del Consiglio) o Direttiva EuP (Energy-using Products) è stata pubblicata il 6 luglio 2005 ed è entrata in vigore nell'agosto 2007. La Direttiva EuP era limitata ai prodotti che consumano energia durante l'uso come ad esempio, le caldaie, i computer, i televisori, i ventilatori industriali e le lampadine.
La Direttiva 2009/125/CE (titolo completo: Direttiva 2009/125/CE del Parlamento Europeo e del Consiglio del 21 ottobre 2009 relativa all’istituzione di un quadro per l’elaborazione di specifiche per la progettazione ecocompatibile dei prodotti connessi all’energia) o Direttiva ERP (Energy Related Products) ha ampliato il campo di applicazione della Direttiva sulla progettazione ecocompatibile 2005/32/CE.
I comitati tecnici hanno allo studio norme specifiche per altre categorie di prodotto che, con scadenze imposte dai legislatori della Comunità Europea, diverranno esecutive nei prossimi anni.

## Contenuti
La normativa riguarda i dispositivi che consumano energia, elettrica, di origine fossile, ecc.
Tutti gli aspetti della vita di un prodotto sono coinvolti dalla normativa:
- scelta dei materiali in un'ottica della loro riciclabilità, valutazione della possibilità di evitare l'uso di sostanze pericolose
- progetto del prodotto e di tutte le parti che lo compongono:
  - possibili scelte che riducano i consumi di energia del prodotto e della sua produzione
  - possibilità di soluzioni che allunghino la vita del prodotto
  - uso di strutture modulari che semplifichino la produzione, la manutenzione e lo smaltimento
- fabbricazione del prodotto
- confezionamento, imballaggio, distribuzione
- manuali d'uso che contemplino gli aspetti da segnalare all'utente:
  - per l'installazione, uso e manutenzione che riducano i consumi energetici, minore impatto ambientale e una vita più lunga del prodotto
  - tempo di vita del prodotto per una valutazione comparativa del consumatore, stima del suo consumo di energia per l'uso e la manutenzione
  - segnalazione di emissioni del prodotto in aria, acqua e suolo
  - consigli per il suo smaltimento
- fine vita del prodotto. Valutazione di:
  - facilità di disassemblaggio in vista dello smaltimento rifiuti
  - aspetti di possibile riciclaggio del prodotto o di parti di esso

Come anticipato la Direttiva EuP è una Direttiva Quadro. Questo significa che i singoli prodotti sono inquadrati in Direttive specifiche di gruppi di prodotti affini o che trattano aspetti tecnici particolari.
L'emissione della direttiva è stata preceduta, da uno studio del VHK (un istituto di ricerca di Delft, nei Paesi Bassi) e concluso nel novembre 2005.

## Campo di applicazione
La Direttiva si occupa con priorità dei prodotti di maggiore diffusione e che quindi possono portare a più significative riduzioni dei consumi energetici.

I gruppi di prodotti che dovrebbero essere sottoposti al voto dell'assemblea europea entro la primavera del 2009 sono
:
- Stufe e scaldabagno a gas, a gasolio e elettrici
- Motori elettrici
- Apparecchi per illuminazione
- Elettrodomestici
- Macchine per ufficio
- Elettronica di consumo
- Apparecchi  HVAC: riscaldamento, ventilazione e condizionamento dell'aria

Sono allo studio documentazioni specifiche per numerosi altri gruppi di prodotti.

## Modalità distand-by
Un aspetto a cui si è posta particolare attenzione è quella degli apparecchi elettronici di larga diffusione che vengono "spenti" in stand-by (letteralmente significa: tenersi pronto).

Per molti apparati elettronici consumer (come televisori, videoregistratori, ecc.) esistono due possibili modalità di spegnimento:
- hard-off o modalità off
il dispositivo ha un consumo più basso, nullo se l'apparecchio è completamente staccato dalla rete elettrica, perché si è agito sull'interruttore principale che permette l'alimentazione del dispositivo stesso
- soft-off o modalità stand-by o modalità d'attesa
il dispositivo è solo formalmente spento e consuma una quantità di energia in genere bassa ma non nulla, questo perché c'è un dispositivo che tramite un comando remoto permette l'accensione dell'apparecchio

La legislazione proposta dalla Comunità che limita i consumi in stand-by secondo la Comunità Europea porterà a un risparmio di energia di 51 terawatthora (1 terawatora corrisponde a 1 000 000 000 000, ovvero mille miliardi di wattora) entro il 2020 (che corrisponde alla somma dei consumi annuali di elettricità del Portogallo e della Lettonia).

In dettaglio le norme applicative della Direttiva EuP imporranno secondo le previsioni:
- dal 7 gennaio 2010 il consumo in hard-off sarà limitato a un massimo di 1 watt e il consumo in stand-by massimo di 1 watt (2 watt se è presente un display attivo)
- dal 7 gennaio 2013 il consumo in hard-off sarà limitato a un massimo di 0,5 watt e il consumo in stand-by massimo di 0,5 watt (1 watt se è presente un display attivo)

## Prodotti esclusi
Secondo le normative attuali sono esentati i mezzi di trasporto per persone e/o merci terrestri (autoveicoli, treni), navali e aerei.